# روزماري فوليت
روزماري فوليت (بالإنجليزية: Rosemary Follett)‏ (و. 1948 – م)هي سياسية من أستراليا . ولدت في سيدني .
وهي عضوة في حزب العمال الأسترالي .